# فیزیک نظری
فیزیک نظری، شاخه‌ای از فیزیک است که با مدل‌سازی ریاضی و انتزاع، به بررسی و توصیف پدیده‌های طبیعی می‌پردازد و آن‌ها را پیش‌بینی و قانون‌مند می‌کند. فیزیک نظری دربرابر فیزیک تجربی است، که با ابزارهای تجربی و آزمایش، پدیده‌ها را بررسی می‌کند.
پیش‌بینی‌های فیزیک نظری، باید از راه فیزیک تجربی، آزمایش‌پذیر باشند، گرچه گاهی نتایج پیش‌بینی برخی نظریه‌ها، مانند نظریه اَبَرریسمان، در عمل، قابل تجربه و محک‌زدن با دستاوردهای فناوری امروزه نیست.
در فیزیک نظری، مسائلی هست که در گذر زمان، مهم‌تر شده‌اند؛ بیشتر آن‌ها، از جمله مبانی مکانیک کوانتومی و نظریه میدان‌های کوانتومی و مبانی نسبیَت خاص و عام، گاه فیزیک نظری را تا بحران پیش برده‌اند. پاره‌ای از این مسائل، چنیند:
1. موضعیت (Locality) در نظریه کوانتوم و نظریه میدان‌های کوانتومی[۱]
2. بی‌نهایت‌ها و بازهنجارپذیری در نظریه میدان‌ها و ریسمان‌ها
3. تئوری‌های بدیل در نسبیت و نظریه کوانتوم
4. تلقی دیوید بوهم از نطریه کوانتوم و چالش او با نسبیت خاص
5. چالش فیزیک نظری با پاره‌ای از مفاهیم کلاسیک فلسفی
6. ذرات واسطه و مجازی در نظریه میدان‌های کوانتومی
7. فاصله‌گرفتن فیزیک از مشاهدات (در نظریات جدید)
8. انبساط جهان شتاب‌دار، یا همان انرژی تاریک

## فیزیک‌دان‌های نظری
از مشهورترین فیزیک‌دان‌های نظری درگذشته، می‌توان به این‌ها اشاره کرد:
- آیزاک نیوتون
- پیر سیمون لاپلاس
- جیمز کلرک ماکسول
- لودویگ بولتزمان
- آنری پوانکاره
- آلبرت اینشتین
- ماکس پلانک
- جی. رابرت اوپنهایمر
- نیلز بور
- پل دیراک
- ماکس برن
- ورنر کارل هایزنبرگ
- آروین شرودینگر
- ریچارد فاینمن
- عبدالسلام
- استیون هاوکینگ

*استیون واینبرگ
برخی از فیزیک‌دان‌های نظری نام‌دار زنده نیز این‌ها هستند:
- ادوارد ویتن
- خرارد توفت
- میچیو کاکو
- برایان گرین
- راجر پنروز
- کامران وفا

شخصیت های داستانی که فیزیکدان نظری هستند
- گوردن فریمن